# Paragem de Fataunços
A Paragem de Fataunços foi uma gare da Linha do Vouga, que servia a povoação de Fataunços, no Distrito de Viseu, em Portugal.

## História

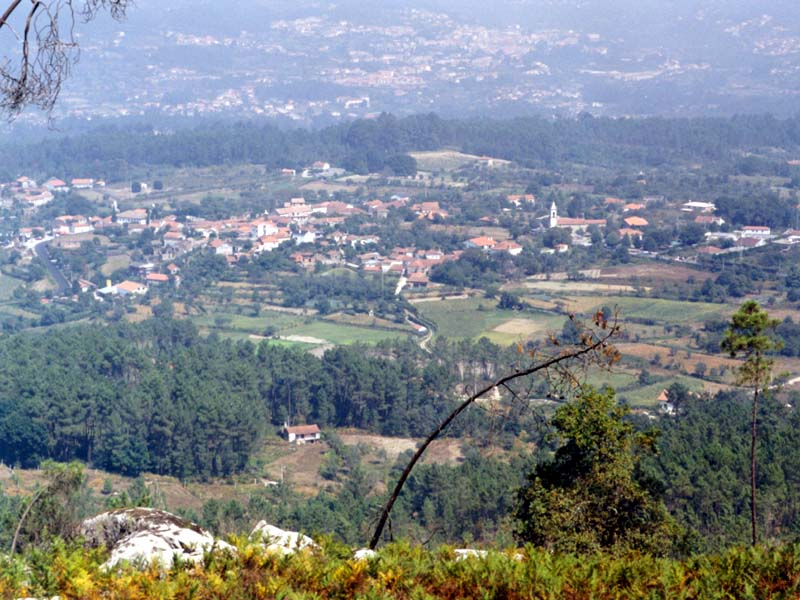
Vista panorâmica de Fataunços.

Esta interface fazia parte do lanço entre as estações de Bodiosa e Vouzela, que entrou ao serviço em 5 de Fevereiro de 1914, pela Compagnie Française pour la Construction et Exploitation des Chemins de Fer à l'Étranger.
Em 1 de Janeiro de 1947, a exploração da Linha do Vouga passou a ser explorada pela Companhia dos Caminhos de Ferro Portugueses.
O troço entre Sernada do Vouga e Viseu foi encerrado no dia 2 de Janeiro de 1990, pela operadora Caminhos de Ferro Portugueses.

## Leitura recomendada
- SILVA, José; RIBEIRO, Manuel (2007). Os Comboios em Portugal. Volume III 1.ª ed. Lisboa: Terramar - Editores, Distribuidores e Livreiros, Lda. 203 páginas. ISBN 978-972-710-408-6